# Rock 'n' Slow
Albums de Johnny Hallyday
Je t'aime, je t'aime, je t'aime
(1974) Rock à Memphis
(1975)
Singles
1. (SP) Johnny rider - Le bol d'or
Sortie : 18 septembre 1974
2. (SP promo hors commerce) Rock'n'roll man - Nadine
Sortie : 27 novembre 1974
3. (SP) À propos de mon père - À l’hôtel des cœurs brisés
Sortie : 8 janvier 1975

Rock 'n' Slow est le 18e album studio de Johnny Hallyday, il sort le 27 novembre 1974. 
L'album est réalisé par Jean Renard.

## Historique
L'album, qui alterne adaptations et créations originales, marque le retour du chanteur au rock'n'roll. Johnny Hallyday chante Eddie Cochran, Chuck Berry et Elvis Presley et, pour la première fois de sa carrière, les Rolling Stones, avec Honky Tonk Women adapté en français par Long Chris. Johnny ne l'a jamais interprété sur scène, mais, par deux fois depuis, a inscrit l'original à son répertoire : à Bercy en 1990 et en 2006 au Palais des Sports (le soir de la première du spectacle, le guitariste du groupe, Ronnie Wood est présent dans la salle).
Johnny Rider évoque, « façon western-road movie », les grands espaces américains, parcourus par le chanteur (en avril de cette même année), sur une Kawasaki 900, avec laquelle il traverse le Grand Canyon et la Vallée de la Mort.
Les chansons sont écrites par Michel Mallory, Philippe Labro et Long Chris (il n'a plus fait de chansons pour Hallyday depuis 1969 et l'album Rivière… ouvre ton lit). Côté composition, on remarque la présence sur deux titres de Pierre Groscolas (futur compositeur de l'album Hamlet en 1976).

## Autour de l'album
Référence originale : 
- 33 tours Philips 6325 170 (l'album sort sous deux versos légèrement différents)
- édition CD 2000 (en fac-similé), Mercury Universal Philips 546 973-2

Il a été extrait de l'album les 45 tours suivants :
- 18 septembre : Johnny rider - Le bol d'or (C) (non inclus sur l'album ; auteurs : Johnny Hallyday, Michel Mallory / 3:01) : référence originale : Philips 6009545
- 27 novembre : Rock'n'roll man - Nadine : référence originale : Philips 6837236 promo hors-commerce
- 8 janvier 1975 : À propos de mon père - À l’hôtel des cœurs brisés : référence originale : Philips 6009584

## Titres
| 1.  | Rock'n'roll man (A)                                 | Michel Mallory              | Tommy Brown                          | 4:11 |
| 2.  | (C'est une) Honky Tonk Woman (A) (Honky Tonk Women) | Long Chris (adaptation)     | Mick Jagger - Keith Richards         | 4:13 |
| 3.  | Dix-sept ans (B)                                    | Michel Mallory              | Michel Mallory                       | 2:45 |
| 4.  | Nadine (E) (Is It You)                              | Long Chris (adaptation)     | Chuck Berry                          | 3:34 |
| 5.  | Johnny Rider (C)                                    | Michel Mallory, Sam Bernett | Jean-Marc Deuterre                   | 3:38 |
| 6.  | Venez tous avec moi (C) (C'mon Everybody)           | Long Chris (adaptation)     | Eddie Cochran - Jerry Capehart       | 3:10 |
| 7.  | À propos de mon père (B)                            | Michel Mallory              | Marc Benois                          | 3:45 |
| 8.  | À l’hôtel des cœurs brisés (A) (Heartbreak Hotel)   | Long Chris (adaptation)     | M. Axton - J. Durden - Elvis Presley | 2:37 |
| 9.  | Laisse moi le temps de t'aimer (A)                  | Michel Mallory              | Jacques Ploquin                      | 3:55 |
| 10. | Ma panthère noire (A) (Lady)                        | Philippe Labro (adaptation) | Tony Hiller - L. Sheriden - M. Lee   | 4:14 |
| 11. | Voici le monde (D)                                  | Philippe Labro              | Pierre Groscolas                     | 4:11 |
| 12. | Interdit aux moins de 13 ans (D)                    | Philippe Labro              | Pierre Groscolas                     | 3:10 |

## Musiciens
A
- Orchestres de Johnny Hallyday, orchestre de Gabriel Yared
- Chœurs : Madeline Bell (en), Joan Williams, Vicky Brown
- Arrangements et direction musicale Gabriel Yared.

B
- Orchestre Gabriel Yared
- Chœurs : Madeline Bell, Joan Williams, Vicky Brown
- Arrangements et direction musicale Gabriel Yared.

C
Orchestre de Johnny Hallyday :
- Guitare : Jean-Pierre Azoulay
- Basse : Pat Donaldson
- Batterie : Tommy Brown
- Orgue : Jean-Marc Deuterre
- Saxophone : René Morizur
- Trombone : Pierre Goasguen
- Trompette : Guy Marco

D
- Orchestre de Pierre Groscolas, orchestre de Gabriel Yared
- Chœurs : Madeline Bell, Joan Williams, Vicky Brown
- Arrangements et direction musicale Gabriel Yared

E
- Orchestre de Johnny Hallyday, orchestre Gabriel Yared
- Arrangements : Tommy Brown et Jean-Marc Deuterre

compléments
- Guitare solo (titres 2 et 4) : Jean-Pierre Azoulay
- Saxophone solo (titres 3 et 4) : René Morizur
- Tumbas (titre 2) : Pierre Billon
- Chœurs (titres 1, 2, 3, 10, 11) : Madeline Bell, Joan Williams, Vicky Brown